# Catarina Sousa
Catarina Sousa (sinh ngày 27 tháng 4 năm 2000) là một vận động viên bơi lội người Angolan. Cô đã tham gia nội dung 50 mét ngửa nữ tại Giải vô địch thể thao dưới nước thế giới 2017.